# セリア・クルス
セリア・クルス（Celia Cruz）のステージ名で知られるセリア・カリダド・クルス・アルフォンソ（Celia Caridad Cruz Alfonso、1925年10月21日 - 2003年7月16日）は、キューバ系アメリカ人のサルサ歌手、パフォーマーである。
1959年にキューバ革命でカストロ政権が成立した後は、世界ツアーからキューバへの帰国を拒否し、アメリカ合衆国を拠点に、ラテンアメリカ諸国を含む世界各国で活躍した。
20世紀に最も人気があったサルサ・アーティストの一人で、ゴールドディスクを23度獲得。アメリカでの芸術関連の国家勲章「National Medal of Arts（全米芸術勲章）」も授与された。セリア・クルスは、国際的に名声を得て、「サルサの女王」、「キューバのワラチャ女王」、「ラテン音楽の女王」という通称でも知られる。

## 死後の評価
2010年10月、NPRは、その年の特別企画「50 great voices」において、同時代や後のミュージシャンに多大な影響を与えた偉大な歌声の一人として、セリア・クルスを選定した。
2011年5月、アメリカ合衆国の国営放送局ボイス・オブ・アメリカが、スペシャル・イングリッシュでセリア・クルスを紹介する15分番組を放送した。その番組内容の筆記録とMP3音源が、英語学習者向けに公開されている。

## ディスコグラフィ
- Cuba's Foremost Rhythm Singer (1958年)
- Incomparable Celia (1958年)
- Mi Diario Musical (1959年)
- Con Amor (1960年、Exito)
- Canciones Premiadas (1961年)
- Homenaje a Los Santos (1964年)
- Canciones que Yo Quería Haber Grabado Primero (1965年)
- 『ラテン・リズムの饗宴』 - Sabor y Ritmo de Pueblos (1965年)
- Cuba Y Puerto Rico Son (1966年)
- 『ソン・コン・ワワンコー』 - Son con Guaguancó (1966年)
- Bravo Celia Cruz (1967年)
- A Ti México (1967年)
- Excitante (1968年)
- Serenata Guajira (1968年)
- Quimbo Quimbumbia (1969年)
- Etc. Etc. Etc. (1970年)
- Celia y Tito Puente en España (1971年)
- Algo Especial Para Recordar (1972年) ※with ティト・プエンテ
- 『セリア&ジョニー』 - Celia & Johnny (1974年) ※with ジョニー・パチェーコ
- Tremendo Caché (1975年)
- 『過ぎし日の思い出』 - Recordando El Ayer (1976年) ※with ジョニー・パチェーコ、フスト・ベタンコウル、パポ・ルッカ
- 『サルサのクイーンとジョーカー』 - Only They Could Have Made This Album (1977年) ※with ウィリー・コローン
- Homenaje A Beny More (1978年)
- Celia Cruz Y La Sonora Ponceña La Ceiba (1979年)
- Celia/Johnny/Pete (1980年)
- Celia & Willie (1981年)
- Feliz Encuentro (1982年)
- Tremendo Trío (1983年)
- 『オメナーヘ・ア・ベニー・モレー (ベニー・モレーに捧ぐ)』 - Homenaje A Beny More Vol. III (1985年) ※with ティト・プエンテ
- Candela (1986年)
- De Nuevo (1986年)
- 『ウィナーズ』 - Winners (1987年) ※with ウィリー・コローン
- 『心のリズム』 - Ritmo en el Corazón (1988年) ※with レイ・バレット
- Guarachera del Mundo (1990年)
- Canta Celia Cruz (1991年)
- Reina del Ritmo Cubano (1991年)
- Tributo a Ismael Rivera (1992年)
- Verdadera Historia (1992年)
- 『黒い砂糖 (アスーカル・ネグラ)』 - Azucar Negra (1993年)
- Boleros Polydor (1993年)
- Homenaje a Beny Moré, Vol. 3 (1993年)
- Introducing (1993年)
- Guaracheras de La Guaracha (1994年)
- Homenaje a Los Santos (1994年)
- 『セリアの宝石箱』 - Irrepetible (1994年)
- Mambo del Amor (1994年)
- Merengue Saludos Amigos (1994年)
- Cuba's Queen of Rhythm (1995年)
- Double Dynamite (1995年)
- Festejando Navidad (1995年)
- Irresistible (1995年)
- Celia Cruz Delta (1996年)
- Cambiando Ritmos (1997年)
- Duets (1997年)
- También Boleros (1997年)
- Afro-Cubana (1998年)
- 『ミ・ビダ・エス・カンタール』 - Mi Vida Es Cantar (1998年)
- En Vivo C.M.Q., Vol. 4 (1999年)
- En Vivo C.M.Q., Vol. 5 (1999年)
- En Vivo Radio Progreso, Vol. 1 (1999年)
- En Vivo Radio Progreso, Vol. 2 (1999年)
- En Vivo Radio Progreso, Vol. 3 (1999年)
- Celia Cruz and Friends: A Night of Salsa (1999年)
- Habanera (2000年)
- Salsa (2000年)
- 『シエンプレ・ビビレ』 - Siempre Viviré (2000年)
- 『ラ・ネグラ・ティエネ・トゥンバオ』 - La Negra Tiene Tumbao (2001年)
- 『ヒッツ・ミックス』 - Hits Mix (2002年)
- Unrepeatable (2002年)
- Homenaje a Beny Moré (2003年)
- 『レガロ・デル・アルマ～魂の贈り物』 - Regalo del Alma (2003年)
- Dios disfrute a la Reina (2004年)
- Havana Nights (2019年)

## フィルモグラフィ
- Salón México (1950年) ※メキシコ
- Una gallega en La Habana (1952年) ※メキシコ
- ¡Olé... Cuba! (1957年) ※メキシコ、キューバ
- Affair in Havana (1957年) ※アメリカ、キューバ
- Amorcito Corazon (1960年) ※メキシコ
- Salsa (1976年) ※ドキュメンタリー
- 『サルサ/灼熱のふたり』 - Salsa (1988年) ※アメリカ
- 『マンボ・キングス/わが心のマリア』 - The Mambo Kings (1992年) ※アメリカ
- Valentina (1993年、TV) ※メキシコ
- The Perez Family (1995年) ※アメリカ
- El alma no tiene color (1997年、TV) ※メキシコ
- ¡Celia Cruz: Azúcar! (2003年、TV) ※アメリカ。トリビュート
- Soul Power (Documentary of Kinshasa, Zaire Music Festival 1974) (2008年) ※アメリカ
- Celia (2015年) ※セリア・クルスの伝記ドラマ on Telemundo